# FK Partizani Tirana
Az FK Partizani Tirana egy albán labdarúgócsapat Tiranában, jelenleg az albán labdarúgó-bajnokság élvonalában szerepel. 
Hazai mérkőzéseiket a 12 500 fő befogadására alkalmas Selman Stërmasi Stadionban játsszák.

## Történelem
A klub elődjét közvetlenül a II. világháború után alapították a szabadságért nemzeti mozgalom tagjai. Kezdetben a csapat játékosai a katonák közül kerültek ki. 1946. február 4-én kapta a Partizani elnevezést.
Az albán bajnokságot és az albán kupát egyaránt 15 alkalommal nyerték meg. 1970-ben elhódították a Balkán-kupa serlegét is.
2010-ben történetük során első alkalommal kiestek az élvonalból. A 2011–12-es idény után ismét visszakerültek.

## Sikerek
- Albán első osztály: (17)

1947, 1948, 1949, 1954, 1957, 1958, 1959, 1961, 1962–63, 1963–64, 1970–71, 1978–79, 1980–81, 1986–87, 1992–93, 2018/19, 2022/23
- Albán kupa: (15)

1948, 1949, 1957, 1958, 1961, 1964, 1966, 1968, 1970, 1973, 1980, 1991, 1993, 1997, 2004
- Albán szuperkupa: (1)

2004
- Balkán-kupa: (1)

1970

## Európai kupákban való szereplés
| Szezon  | Versenysorozat               | Forduló | Nemzet              | Klub                  | Hazai  | Vendég |
| ------- | ---------------------------- | ------- | ------------------- | --------------------- | ------ | ------ |
| 1962/63 | BEK                          | 1F      | Svédország          | IFK Norrköping        | 1-1    | 0-2    |
| 1963/64 | BEK                          | 1F      | Bulgária            | Szpartak Plovdiv      | 1-0    | 1-3    |
| 1964/65 | BEK                          | 1F      | Németország         | 1. FC Köln            | 0-0    | 0-2    |
| 1968/69 | KEK                          | 1R      | Olaszország         | Torino FC             | 1-0    | 1-3    |
| 1970/71 | KEK                          | SK      | Svédország          | Åtvidaberg FF         | 2-0    | 1-1    |
|         |                              | 1F      | Ausztria            | Tirol Innsbruck       | 1-2    | 2-3    |
| 1971/72 | Bajnokcsapatok Európa-kupája | 1F      | Bulgária            | CSZKA Szofija         | 0-1    | 0-3    |
| 1979/80 | BEK                          | 1R      | Skócia              | Celtic                | 1-0    | 1-4    |
| 1980/81 | KEK                          | 1R      | Svédország          | Malmö FF              | 0-0    | 0-1    |
| 1981/82 | BEK                          | 1F      | Ausztria            | Austria Wien          | 1-0    | 1-3    |
| 1987/88 | BEK                          | 1F      | Portugália          | SL Benfica            | (w/o)1 | 0-4    |
| 1990/91 | UEFA-kupa                    | 1F      | Románia             | Universitatea Craiova | 0-1    | 0-1    |
| 1991/92 | Kupagyőztesek Európa-kupája  | 1F      | Hollandia           | Feyenoord             | 0-0    | 0-1    |
| 1993/94 | UEFA-bajnokok ligája         | SK      | Izland              | IA Akranes            | 0-0    | 0-3    |
| 1995/96 | UEFA-kupa                    | SK      | Törökország         | Fenerbahçe SK         | 0-4    | 0-2    |
| 2002/03 | UEFA-kupa                    | QR      | Izrael              | Hapoel Tel-Aviv       | 1-4    | 0-1    |
| 2003    | Intertotó-kupa               | 1F      | Izrael              | Makkabi Netanjá       | 2-0    | 1-3    |
|         |                              | 2F      | Moldova             | FC Dacia Chișinău     | 0-3    | 0-2    |
| 2004/05 | UEFA-kupa                    | 1SK     | Málta               | Birkirkara FC         | 4-2    | 1-2    |
|         |                              | 2SK     | Izrael              | Bnei Sakhin           | 1-3    | 0-3    |
| 2006    | Intertotó-kupa               | 1F      | Ciprusi Köztársaság | Ethnikósz Ahnasz      | 2-1    | 2-4    |
| 2008/09 | UEFA-kupa                    | 1SK     | Bosznia-Hercegovina | Široki Brijeg         | 1-3    | 0-0    |

1 Az UEFA kizárta a Partizanit a versenysorozatból, mivel az első mérkőzésen 4 emberük is a kiállítás sorsára jutott.
- SK = Selejtezőkör
- 1F = 1. forduló
- 2F = 2. forduló